# Balázs Kiss
Balázs Kiss, född den 21 mars 1972, är en ungersk före detta friidrottare som tävlade i släggkastning. 
Kiss var i final vid VM 1995 då han slutade fyra. Hans främsta merit kom när han vid Olympiska sommarspelen 1996 i Atlanta vann guld efter ett kast på 81,24 meter. Vid VM 1997 blev han åter fyra denna gång trots ett kast på 79,96 meter.
Vid EM 1998 i Budapest slutade han tvåa efter landsmannen Tibor Gécsek. Han var även i final vid VM 2001 då han blev sexa och vid EM 2002 då han slutade fyra. 
I juli 2004 valde han att avsluta sin karriär.

## Personliga rekord
- Släggkastning - 83,00